# Gabane
Gabane – miasto w Botswanie, w dystrykcie Kweneng, 15 kilometrów na zachód od stolicy kraju – Gaborone. 
W 2011 liczyło 14 842 mieszkańców i było 22. pod względem liczby ludności miastem Botswany.